# Rattus macleari
La rata de Maclear (Rattus macleari) fue una rata de gran tamaño que poblaba la isla de Navidad, situada en el océano Índico. Muy abundante y desfamiliarizada y sin miedo a los humanos, grandes cantidades de estas criaturas surgían merodeando en todas direcciones por las noches.
Cuando fueron descubiertas en 1886, las ratas se introdujeron en las tiendas de campaña de los expedicionarios del Challenger, revolviéndolo todo mientras buscaban comida y se peleaban por ella, emitiendo chillidos quejumbrosos. La rata de Maclear pudo haber sido la responsable de mantener la población del cangrejo rojo de la isla de Navidad bajo control, dado que actualmente son mucho más abundantes que por entonces.
Se piensa que las ratas negras introducidas accidentalmente por la expedición en la isla, infectaron a las ratas de Maclear con alguna enfermedad (posiblemente una tripanosomiasis), contribuyendo al declive de la especie. El último avistamiento registrado data de 1903, aunque es posible que las ratas de Maclear formaran híbridos con las ratas negras. Un tipo de garrapata, Ixodes nitens, descrito como un ectoparásito de la rata de Maclear, también se piensa que pueda haberse extinguido.

## Descripción
Posiblemente relacionada con Rattus xanthurus de Sulawesi y con R. everetti de las Filipinas, esta especie tenía un pelaje marrón entrecano en el dorso y más claro en el vientre. En la parte inferior del dorso presentaba unas largas y muy visibles cerdas de color negro, que sobresalían por encima del pelaje más corto. La base de la cola era oscura, mientras que la mitad distal era escamosa y de color blanco.

## Dimensiones

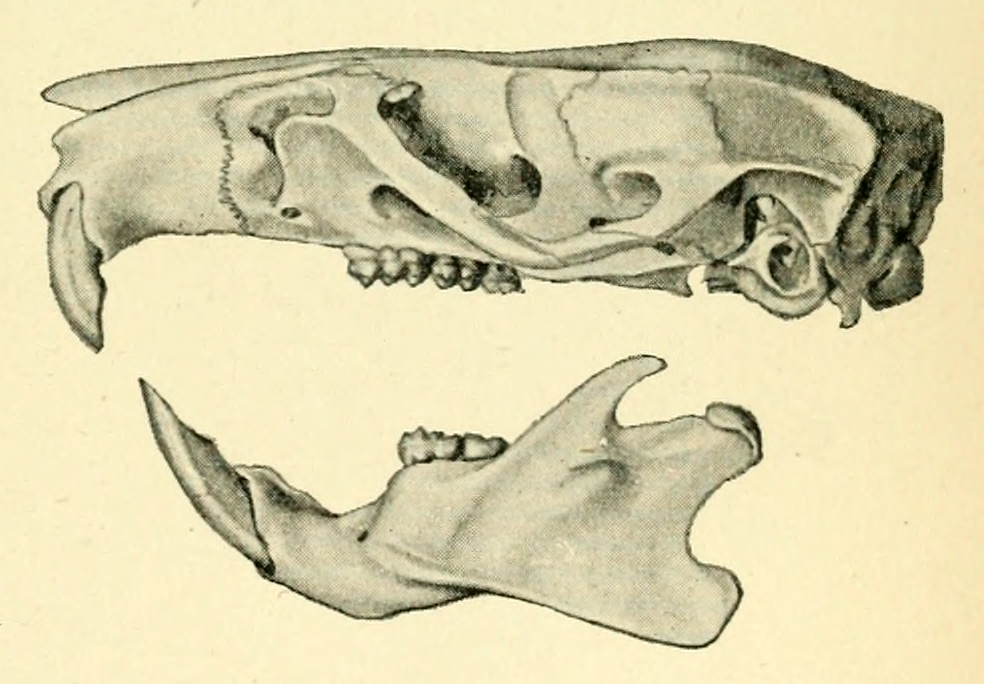
Cráneo

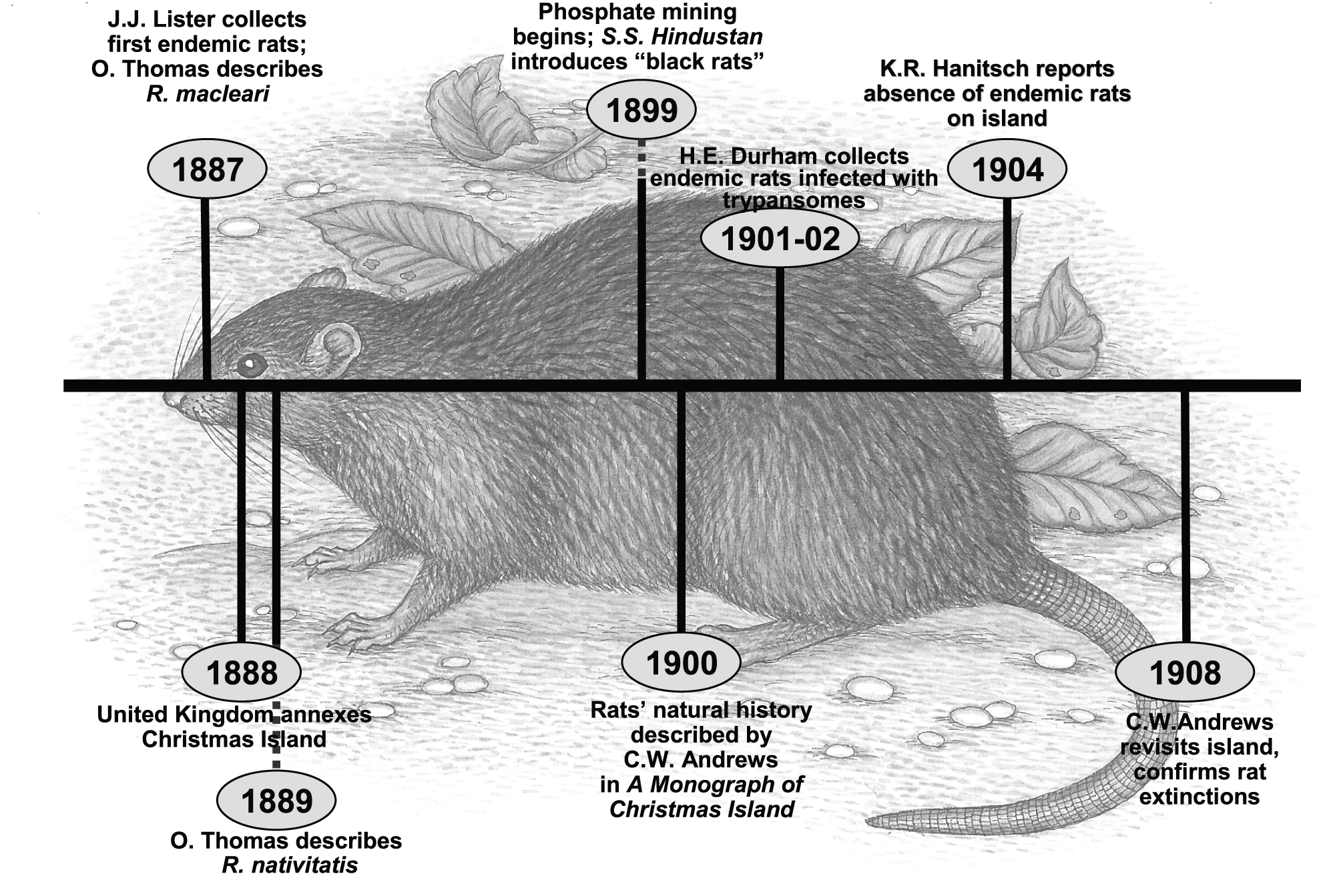
Cronología de la extinción de las ratas de la isla de Navidad

Roedor de grandes dimensiones, con una longitud de la cabeza y el cuerpo entre 222 y 240 mm, la longitud de la cola entre 246 y 267 mm, la longitud de los pies entre 48,5 y 50 mm y la longitud de las orejas entre 16,7 y 17,5 mm.

## Epónimo
La rata está nombrada en memoria del capitán John Maclear (1838–1907) del buque de investigación británico HMS Flying Fish, quien recogió el espécimen de la isla de Navidad en 1886. Fue descrita como una nueva especie por Oldfield Thomas al año siguiente, a pesar de que originalmente se describió bajo el género Mus. Maclear fue el primer comandante del HMS Challenger durante la Expedición del Challenger (1872–1876) dirigida por sir George Nares.